# Römisch-katholische Kirche in Australien
Die römisch-katholische Kirche in Australien ist Teil der weltweiten römisch-katholischen Kirche. 5,1 Millionen Australier – ca. 20 % der Gesamtbevölkerung – gehörten 2021 der katholischen Kirche an.

## Geschichte

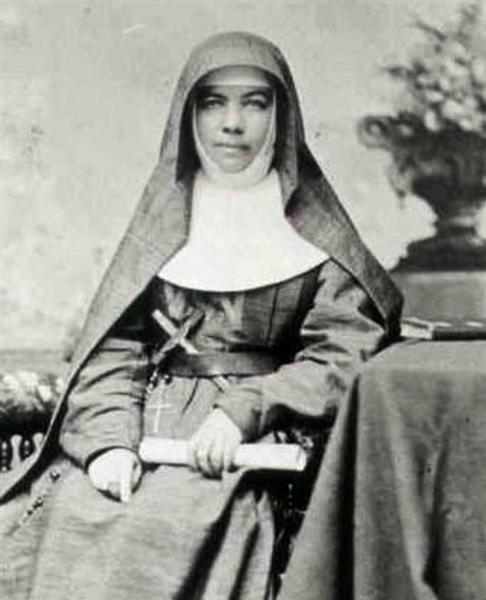
Mary MacKillop

Ihren Ursprung findet die katholische Kirche in der Zeit der Kolonialisierung Australiens im 18. Jahrhundert. Als Verbannungsort für Sträflinge gedacht, wurde Australien auch zum Einwanderungsland vieler Iren. Entsprechend war das religiöse Leben stark von irischen Bräuchen durchdrungen. Offiziell konstituierte sich die Kirche im Jahre 1820. Mit einer Veränderung der ethnischen Zusammensetzung des Landes, von der auch die katholische Kirche seit den 1950er-Jahren betroffen war, begann sich das Gesicht der Kirche in Australien zu verändern.
- Die Gründerin des ersten australischen Ordens The Sisters of St Joseph of the Sacred Heart, Schwester Mary MacKillop (1842–1909), ist die erste und bislang einzige Persönlichkeit Australiens, die seliggesprochen wurde.
- Drei Päpste besuchten bisher Australien: Paul VI. (1970), Johannes Paul II. (1986, 1995) und Benedikt XVI. (2008).
- Sydney war Gastgeber des Weltjugendtages 2008. Im Rahmen des Weltjugendtages besuchte Papst Benedikt XVI. erstmals Australien.

## Organisation
Die römisch-katholische Kirche in Australien ist unterteilt in fünf Kirchenprovinzen mit Sitz in Adelaide, Brisbane, Melbourne, Perth und Sydney bestehend aus sieben Erzbistümern und 33 Bistümern, wobei fünf Bistümer landesweite Zuständigkeit haben (Bistümer der chaldäischen, maronitischen, melkitischen und ukrainischen Riten sowie das Militärordinariat). Die Australian Catholic Bishops Conference (ACBC) als nationale Bischofskonferenz mit Sitz in Canberra vertritt die ca. 5,1 Millionen katholischen Christen, das sind 28 % der australischen Bevölkerung. Die römische Kurie wird seit dem 15. April 1914 vertreten durch eine Apostolische Nuntiatur mit Sitz in Canberra. Apostolischer Nuntius in Australien ist seit Januar 2022 Erzbischof Charles Daniel Balvo.
Bereits seit Anfang des 19. Jahrhunderts engagiert sich die katholische Kirche im australischen Schulwesen. In kirchlicher Trägerschaft befinden sich 1.749 Grundschulen, 473 Sekundarschulen sowie 30 Hochschulen und Universitäten mit mehr als 700.000 Schülerinnen und Schülern. Bekannte Einrichtungen sind die Australian Catholic University, University of Notre Dame Australia und die Bond University. Die katholische Kirche unterhält 58 Krankenhäuser, 407 Pflegeheime für ältere Menschen und Behinderte, 164 Waisenhäuser und Kindergärten, 480 soziale Rehabilitationszentren und 210 Beratungsstellen für Familien und Zentren zum Schutz des Lebens.

## Erzbistümer und Bistümer Australiens

Karte der Bistümer

| Kirchenprovinz Sydney - Erzbistum Sydney - Bistum Armidale - Bistum Bathurst - Bistum Broken Bay - Bistum Lismore - Bistum Maitland-Newcastle - Bistum Parramatta - Bistum Wagga Wagga - Bistum Wilcannia-Forbes - Bistum Wollongong Kirchenprovinz Brisbane - Erzbistum Brisbane - Bistum Cairns - Bistum Rockhampton - Bistum Toowoomba - Bistum Townsville Kirchenprovinz Adelaide - Erzbistum Adelaide - Bistum Darwin - Bistum Port Pirie | Kirchenprovinz Melbourne - Erzbistum Melbourne - Bistum Ballarat - Bistum Sale - Bistum Sandhurst - Eparchie Sankt Peter und Paul in Melbourne der Ukrainer Kirchenprovinz Perth - Erzbistum Perth - Bistum Broome - Bistum Bunbury - Bistum Geraldton Immediat - Erzbistum Canberra-Goulburn - Erzbistum Hobart - Australisches Militärordinariat - Personalordinariat Unserer Lieben Frau vom Kreuz des Südens - Eparchie Sankt Maron in Sydney der Maroniten - Eparchie Erzengel Sankt Michael in Sydney der Melkiten - Eparchie Sankt Thomas der Apostel in Sydney der Chaldäer - Eparchie Sankt Thomas in Melbourne der Syro-malabarischen Kirche |